# Petr Hruška (kněz)
Petr Hruška (*16. ledna 1965 Plzeň) je český římskokatolický duchovní, generální vikář diecéze plzeňské (od 1. června 2022), dříve působil v Klatovech (1994–1996), v Chodově (1996–2000) a v Chebu (2004–2022).

## Život
Narodil se na začátku roku 1965 v Plzni do rodiny Luboše a Ludmily Hruškových. Jeho otec byl za komunistického režimu politickým vězněm a zakladatelem Památníku obětem zla - Meditační zahrady v Plzni. Má dva sourozence, bratra Michala a sestru Janu.
Pro povolání ke kněžské službě se rozhodl v roce 1983. Jeho velkou inspirací pro kněžství byl tehdejší plzeňský kaplan P. Václav Chroust a toužimský farář P. Aleš Opatrný. Po maturitě, vystřídání několika zaměstnání a absolvování prezenční vojenské služby nastoupil v roce 1988 nejprve do kněžského semináře v Litoměřicích a poté v roce 1990 do Arcibiskupského semináře v Praze - Dejvicích.
Dne 28. června 1994 přijal jáhenské svěcení a 10. června 1995 svěcení kněžské, obojí z rukou plzeňského biskupa Františka Radkovského v plzeňské katedrále sv. Bartoloměje.

## Vzdělání
Po základní devítileté škole (1971–1980) studoval Střední průmyslovou školu elektrotechnickou v Plzni (1980–1984), obor Měřící a automatizační technika. Základní studium teologie započal dvěma ročníky na Cyrilometodějské bohoslovecké fakultě v Litoměřicích (1988–1990) a po přestěhování fakulty do Prahy pokračoval na Katolické teologické fakultě Univerzity Karlovy v Praze (1990–1994), s ročním studijním pobytem v Komunitě Blahoslavenství (Gemeinschaft der Seeligpreisungen) v německém Rees (1991–1992).
Po třech letech v pastorační službě odešel na tříletá postgraduální studia do Irska, kde po půlroční jazykové škole v Maynooth (2001) studoval roční magisterský kurz pastoračního vedení (MA in Pastoral leadership) na All Hallows College v Dublinu (2001–2002) zakončený obhajobou MA Thesis "Reform and Renewal" a dvouletý licenciátní kurz v oboru spiritualita (STL in Spirituality) na Milltown Institute of Theology and Philosophy (2002–2004) také v Dublinu zakončený obhajobou STL Thesis "Journeying through the Wildernness".
Od roku 2005 na tato zahraniční studia navázal distančním doktorským studiem pastorální teologie (Ph.D. v pastorální teologii) na Katolické teologické fakultě UK v Praze, které ukončil v r. 2009 obhajobou dizertační práce "Pastorační rady farností v české církevní provincii jako realizace synodality v pastorační praxi".

## Zaměstnání
Po maturitě a po nepřijetí ke studiu teologie z důvodu "politické nespolehlivosti" pracoval jako zabezpečovací technik ve Sdělovací a zabezpečovací dílně ČSD (1984) a jako topič v mateřské školce v Plzni Zátiší (1984 - 1985). Poté nastoupil základní vojenskou službu, kterou strávil v útvarech protivzdušné obrany státu ve Zvolenu (1985) a na Kříženci u Plané u Mariánských Lázní (1985–1987). Po vojně, po opětovném nepřijetí ke studiu teologie, pracoval jako sanitář na Anesteziologicko-resuscitačním oddělení Fakultní nemocnice Plzeň (1987–1988).
Po absolvování základního studia teologie, na které byl nakonec přijat v době "perestrojky" v r. 1988, pastoračně působil jako jáhen (1994-1995) a jako člen společné duchovní správy (1995–1996) v Římskokatolické farnosti Klatovy a administrátor Římskokatolické farnosti Chodov (1996–2000), kde založil Khamoro-klub Chodov, který se později transformoval do Khamoro Chodov o.p.s.
Po postgraduálních studiích v Irsku byl roku 2004 byl ustanoven členem společné duchovní správy Římskokatolické farnosti Cheb, kde nejprve působil společně s Petrem Bauchnerem a od roku 2010 do roku 2022 samostatně jako administrátor a farář. V letech 2006 až 2011 byl ředitelem Farní charity Cheb a začal působit jako spirituál trvalých jáhnů v plzeňské diecézi. Od srpna 2021 do srpna 2022 měl ve spolupráci s P. Jaroslavem Šaškem na starosti správu majetku Římskokatolické farnosti Skalná. Ve stejném období také zastával službu okrskového vikáře chebského vikariátu. Stál např. u vzniku Dobrovolnického centra při Farní charitě Cheb (2006), založení mobilního Hospice Sv. Jiří (2014) či počátků benefiční akcí Františkolázeňská 24hodinovka (2009), Poutní maraton (2010) a Poutní ultramaraton (2012).
Dne 1. června 2022 byl biskupem Tomášem Holubem ustanoven generálním vikářem diecéze plzeňské. Zároveň byl Petr Hruška ustanoven rektorem kaple Maxmiliána Kolbe v Meditační zahradě v Plzni a duchovním rádcem Komunity Noe.

## Zájmy a aktivity
V říjnu 2011 byl Petr Hruška jedním z iniciátorů tzv. Svatováclavské výzvy katolickým biskupům. V roce 2014 obdržel Cenu Celestýna Opitze za příkladnou práci faráře v chebské farnosti, za motivaci farníků ve službě nemocným, starým, sociálně slabým a potřebným, za iniciativu a zásluhu o vznik mobilního Hospice sv. Jiří. V roce 2018 se umístil na třetím místě v anketě Genderman za text "Můj Istanbulský coming out". V roce 2021 obdržel z rukou starosty města Chebu ocenění Osobnost města v oblasti charitativní činnosti a občanské angažovanosti.
Baví jej prakticko-teologická reflexe, ve které se zaměřuje zvláště na diakonický, ekologický, synodální a spirituální rozměr pastorační služby. Inspirační zdroje hledá např. v teologii sv. Pavla interpretované frankfurtským biblistou Norbertem Baumertem, v kristologii a trinitární teologii Waltera Kaspera, ekleziologii jezuity Medarda Kehla, konceptu Natural Church Development Christiana A. Schwarze, ve spiritualitě Ignáce z Loyoly, Terezie z Avily a Jana od Kříže, v díle františkána Richarda Rohra a v osobě a poselství papeže Františka.
Ve svém volném čase čerpá energii kromě jiného ze společenství s přáteli, z kontemplace, z pobíhání po lese, jízdy na kole, putování po horách či lovení kešek. O své postřehy z různých oblastí pastorační služby či svých životních zálib se dělí ve svém internetovém blogu Agasoviny, některá z jeho kázání jsou přístupná na SoundCloud, Spotify či Apple Podcasts, ze sociálních sítí je přítomný především na Facebooku, případně na X.

#### Rozhovory
- Pavel Říha: Diecézní synoda jako prostor pro obnovení důvěry - Zpravodaj plzeňské diecéze 1 / 2024
- Pavel Říha: Rozhovor s Petrem Hruškou, novým generálním vikářem plzeňské diecéze - Zpravodaj plzeňské diecéze 9 / 2022
- Jana Lazarová: Milující Bůh se vtělil do naší nemocné, bolestné, nejisté reality - Zpravodaj plzeňské diecéze (17. 4. 2020)
- Karel Šimr: O diakonii a charitě zdola a shora s Petrem Hruškou a Štěpánem Brodským - Caritas et veritas 2019 / 1
- Jiří Pasz: „Někteří násilí ze strachu z jinakosti ospravedlňují ochranou křesťanských hodnot,” říká katolický kněz - HateFree (hatefree.cz) 17. 9. 2018
- Stejné otázky pro různé lidi: Výslech o životě - Effatha: Magazín pro katolickou charismatickou obnovu 1 / 2018 (cho.cz)
- Terezie Kosíková: Každý systém, ve kterém zároveň není i kousek srdce, je jen dalším nefunkčním aparátem - e15 (e15.cz) 6. 3. 2017
- Ondřej Nezbeda: Bůh paliativně doprovází všechny - věřící i nevěřící - Umírání.cz (umirani.cz) 23. 2. 2016
- Václava Simeonová: Jakoby se po Vánocích Ježíš stával sirotkem, říká Petr Hruška - Chebský deník (deník.cz) 24. 12. 2013
- Václava Simeonová: Vánoce jsou svátky radikální chudoby, vysvětluje farář - Chebský deník (denik.cz) 27. 12. 2011
- Aleš Palán: Na faráři zůstane lidi vést a povzbuzovat - Katolický týdeník č. 16 / 2011
- Jana Kofránková: Jak přežít umírání - Hospic Sv. Jiří (hospiccheb.cz) 3. 6. 2009

#### Články
- HRUŠKA, Petr: Hory vděčnosti letem světem (13. 8. 2023)
- HRUŠKA, Petr: Hory vděčnosti aneb Severní cestou (5. 8. 2023)
- HRUŠKA, Petr: Čtyřicítka na krku aneb Velikonoční svítání (28. 5. 2023)
- HRUŠKA, Petr: Hory ticha aneb Krušnohorský kvérunk (30. 9. 2019)
- HRUŠKA, Petr: Jak český farář irská studia přežil (7. 5. 2002)
- HRUŠKA, Petr: Další články na Agasovinách
- HRUŠKA, Petr: Články na Běžecké škole Miloše Škorpila

#### Texty
- HRUŠKA, Petr: Smím prosit? Přemítání o farnosti (Plzeň, 17. 8. 2022)
- HRUŠKA, Petr: Vánoční společná cesta aneb Trojiční synodalita (Cheb, 18. 12. 2021)
- HRUŠKA, Petr: Pastorační rady farností v české církevní provincii jako realizace synodality v pastorační praxi - Th.D. dizertace v pastorální teologii (Praha, 2009)
- HRUŠKA, Petr: Journeying through the Wilderness - STL Thesis in Spirituality (Dublin, 2004)
- HRUŠKA, Petr: Reform and Renewal - MA Thesis in Pastoral Leadership (Dublin, 2002)
- HRUŠKA, Petr: Vstanu a půjdu k svému Otci - eucharistická křížová cesta (Velikonoce 1992)
- HRUŠKA, Petr: Další autorské texty ke stažení (Agasoviny)
- HRUŠKA, Petr: Překladové texty ke stažení (Agasoviny)
- HRUŠKA, Petr: Osobní texty ke stažení (Agasoviny)

#### Multimédia
- Rozhovor se zakladateli Hospice Sv. Jiří (YouTube video)
- Farář Petr Hruška o svých motivech pro založení Hospice Sv. Jiří (YouTube video)
- Rekapitulace v Kristu: Pavlův list Efezským (série kázání na list Efezským)
- Fratelli tutti: Chebské audioinspirace (série kázání na encykliku Fratelli tutti)
- Já přesto budu jásat v Hospodinu (série katechezí a kázání na encykliku Laudato si')
- Kázání a katecheze (zásobník audionahrávek na SoundCloud)
- Profil Petra Hruška na YouTube
- Fotogalerie Kefas ben Agas na Zonerama.cz
- Audio odkazy na Agasovinách (agas.cz)
- Video odkazy na Agasovinách (agas.cz)

| Generální vikář plzeňské diecéze | Generální vikář plzeňské diecéze | Generální vikář plzeňské diecéze |
| -------------------------------- | -------------------------------- | -------------------------------- |
| Předchůdce: Jakub Holík          | od roku 2022 Petr Hruška (kněz)  | Nástupce: úřadující              |